# المرأة في السودان

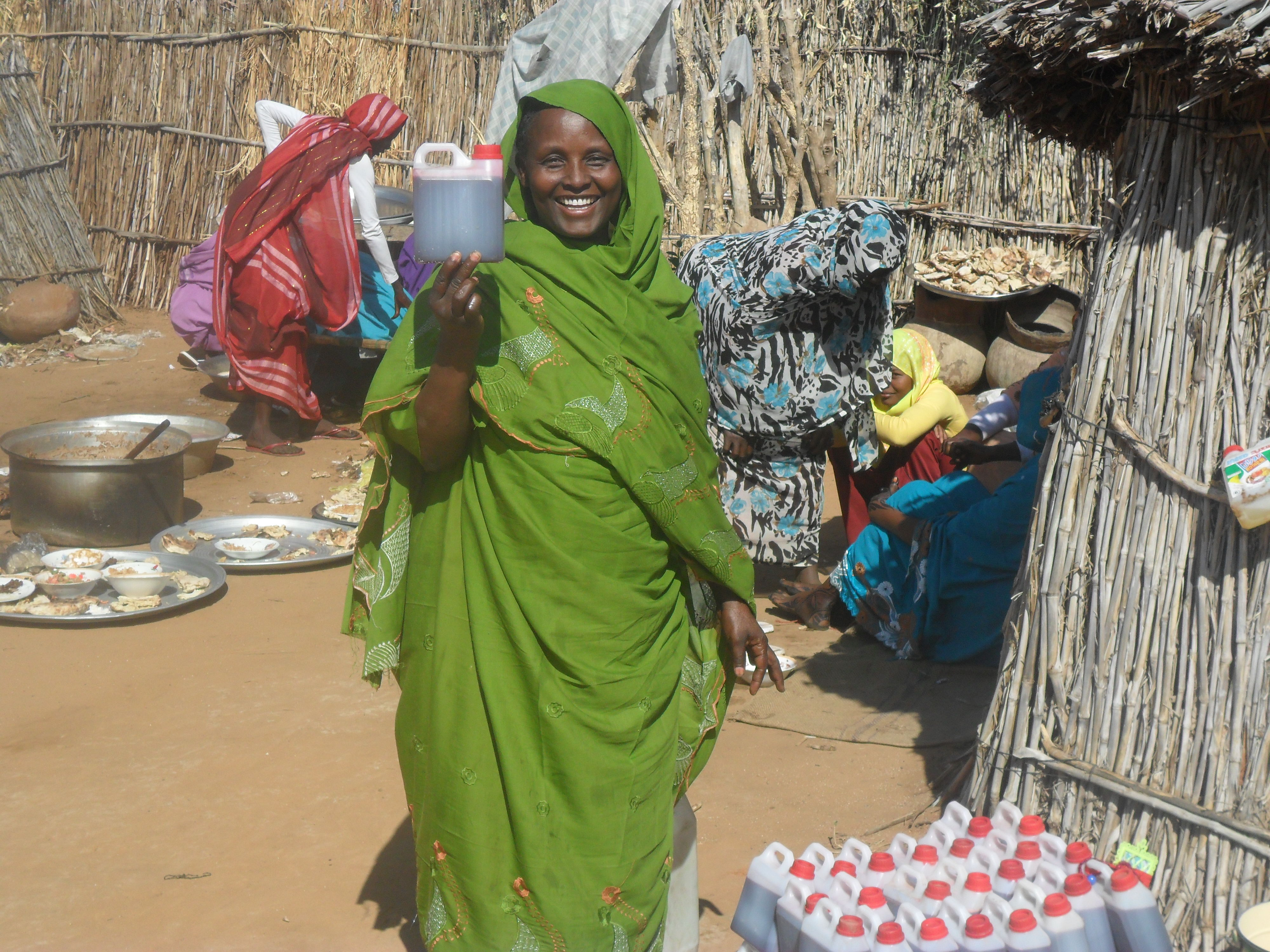
إمرأة سودانية

تُعتبر السودان من الدول النامية التي تواجه تحديات عدة فيما يخص اللامساواة بين الجنسين. حصلت السودان على المرتبة الأدنى بين الدول ذات الأنظمة القمعية عام 2012 وفقًا لمنظمة فريدم هاوس. بينما حصل جنوب السودان على مرتبة أفضل بقليل، ولكن قُيم أيضًا بأنه «غير حر». في تقييم عام 2013 لبيانات عام 2012، احتلت السودان المرتبة 171 من بين 186 دولة على مؤشر التنمية البشرية. تُعتبر السودان أيضًا من الدول القليلة جدًا التي لم توقع اتفاقية القضاء على جميع أشكال التمييز ضد المرأة.
على الرغم من كل ذلك، ثمة تغييرات إيجابية فيما يتعلق باللامساواة بين الجنسين في السودان. عام 2012، بلغت نسبة النساء في المجلس الوطني السوداني 24.1%، إذ تفوق نسبة النساء السودانيات في البرلمان الوطني نسبة النساء في برلمانات معظم الدول الغربية. وعلى الرغم من ذلك، فقد قوبلت أوجه عدم المساواة بين الجنسين في السودان، لا سيما فيما يتعلق بختان الإناث والتوظيف على حسب الجنس، بمخاوف على المستوى العالمي.

## الخلفية التاريخية

### الحكم الاستعماري
يُعتبر سكان السودان مزيجًا من «العرب» و«الأفارقة» على حد سواء نظرًا لموقعها الجغرافي، لذلك فهناك العديد من التعقيدات التي تتناول العرق وسياسات الهوية. حكمت حكومات عدة السودان خلال القرنين المنصرمين: الأنظمة الإستعمارية (الدولة العثمانية و«السودان الإنجليزي المصري»)، والدول الإسلامية (سلطنة سنار ومحمد المهدي)، والديمقراطيات البرلمانية (1956- 1989)، والأنظمة العسكرية، والحكومة الدينية العسكرية لاحقًا.
يناقش البعض فكرة مفادها أن الحقبة الإستعمارية أثرت على السلوك الأولي لعلماء الأنثروبولوجيا البريطانيين نحو «السكان الأصليين»، بحجة أن الأنثروبولوجيا كانت أداة مهمة في الإدارة الاستعمارية.

### منطقة دارفور
استمر النزاع والعنف القائم على الجنس في دارفور حتى بعد توقيع اتفاقية سلام دارفور. قتلت الفصائل المتمردة وقطاع الطرق في دارفور المدنيين، والعاملين في المجال الإنساني، وموظفي العملية المشتركة للاتحاد الأفريقي والأمم المتحدة في دارفور وخطفتهم قبل اتفاقية السلام.
وجدت لجنة من الخبراء في الأمم المتحدة عام 2005، أن العنف القائم على الجنس يحدث في جميع أرجاء دارفور. في هذا الوقت، كانت هناك منظمات غير حكومية عملت على وقف هذا العنف القائم على النوع الاجتماعي. على أي حال، طردت الحكومة 13 من المنظمات غير الحكومية ما أدى إلى إيقاف معظم برامج العنف القائم على النوع الاجتماعي. قبل استقلال جنوب السودان عام 2011، حظر الدستور الوطني الانتقالي في دارفور بشكل صريح التمييز العنصري القائم على النوع الاجتماعي. لكن وفقًا لتقرير حقوق الإنسان عام 2009 الذي نشرته وزارة الخارجية الأمريكية، لم تطبق الحكومة هذا القرار بشكل فعال.

### استقلال جنوب السودان
كانت السودان أكبر دولة إفريقية من حيث المساحة قبل انفصال جنوب السودان، كما كانت موردًا كبيرًا للنفط. في التاسع من شهر يناير عام 2011، صوت سكان ولايات السودان الجنوبية لصالح الاستقلال التام عن الشمال. اختار 98% من نحو 8 ملايين شخصًا شاركوا في الانتخابات الاستقلال.
جاء هذا الانفصال نتيجة لفشل السودان في تطبيق الديمقراطية والتنفيذ الخاطئ لاتفاقية السلام الشامل لعام 2005. أنهت هذه الاتفاقية أطول نزاع أهلي في القارة. منذ انسحاب المستعمر من السودان في خمسينيات القرن العشرين، «سعى أهل الجنوب ومعظمهم من ذوي البشرة الملونة والمسيحيين والروحانيين إلى تحقيق الحكم الذاتي أو الاستقلال عن الشمال ذي الأغلبية المسلمة الناطقة بالعربية». شكل البحث عن الثروة النفطية أيضًا عاملًا في النزاع السوداني. لم تنل الديمقراطية فرصة للنجاح في السودان بسبب فشل الانتخابات المتعددة الأحزاب في إنشاء حكومة مستقرة، وأطاحت الانقلابات العسكرية بثلاث حكومات منتخبة.

## السياسات الحكومية
مرت الدراسات المتعلقة باللامساواة بين الجنسين في السودان بمرحلتين رئيسيتين وفقًا لستيني شامي. يجب أن تكون المرحلة الأولى، التي تميزت بإهمال المرأة كأولوية بحثية، مرتبطة بالمفاهيم التطويرية في فترة ما بعد الاستقلال، منذ 1956 وحتى سبعينيات القرن العشرين. نادرًا ما لفتت القضايا المرتبطة بالمرأة انتباه الباحثين، وعند دراستها تم التعامل معها بطريقة سطحية وسريعة أهملت بعض أبعادها الرئيسية. بدأت المرحلة الثانية عند إعلان عقد الأمم المتحدة للمرأة عام 1975. تميز ذلك بعكس اتجاهات المرحلة الأولى وباهتمام جديد بالبحث في المجالات المتعلقة بالمرأة. على أي حال، هدف ذلك البحث إلى استخدام التمويل المقدم من المنظمات العالمية لإنشاء «مشاريع نسائية» بدلًا من السعي لتحسين حالة النساء. يُعتبر مشروع صندوق في ساغانا أحد المشروعات المؤثرة بشكل كبير، وهو اتحاد للمجموعات الائتمانية الدورية. تتألف مشاريع صندوق من مجموعات صغيرة من الأشخاص ممن يثقون ببعضهم البعض وبالتالي هم مسؤولون عن الجدارة الائتمانية لبعضهم. كانت هذه المشروعات شكلًا من أشكال الإقراض الأصغر للنسوة اللاتي يحتجن نقودًا من أجل تكاليف طارئة أو لأغراض تجارية. تختلف مشاريع «صندوق» في عدد أعضائها، وكمية المساهمة وشكلها، ومدة القروض.
منذ عام 1983، تأسس اتحاد نسائي كان له دور فعال في تأسيس منظمة هاوس وايفز التي تهدف إلى تسهيل حصول ربات المنازل على البضائع النادرة بأسعار مقبولة.

## التعليم
يُعتبر الاختلاف في التعليم بين الفتية والفتيات أحد أوضح وأهم أشكال اللامساواة في السودان. تتعلم الفتيات في المجمل القراءة، والكتابة، وبعض العمليات الحسابية فقط، ويخرجن من المدرسة عند البلوغ، ويتزامن ذلك مع ست سنوات من المدرسة الابتدائية. بلغ مؤشر المساواة بين الجنسين في التعليم الأساسي في السودان 0.8 عام 2006، ويُستخدم هذا المؤشر لقياس نسبة تعلم الفتية والفتيات. يُحسب مؤشر المساواة بين الجنسين أولًا عن طريق تحديد الأطفال في سن الدراسة في كل مستوى، ومن ثم حساب نسبة الالتحاق الإجمالية، وعدد الطلاب المسجلين في كل مستوى مقسومًا على عدد الأطفال في سن الدراسة الرسمية، ويُضرب الناتج بمئة. يحدث ذلك بشكل منفصل بين الذكور والإناث. «ثم يُحسب مؤشر المساواة بين الجنسين عن طريق تقسيم نسبة الالتحاق الكلية للإناث على نسبة الالتحاق الكلية للذكور لكل مستوى دراسي». يحتاج حساب ذلك إلى العديد من المعلومات التعليمية والتصنيفية، وبالتالي فاعتبارًا من عام 2012، لا تجمع 8 دول من الأمم المتحدة البيانات اللازمة لحساب مؤشر المساواة بين الجنسين.
بلغت نسبة الإناث اللاتي حصلن على تعليم ثانوي 12.8% عام 2010 على الأقل مقارنة بنسبة 18.2% للذكور. على الرغم من انخفاض النسبتين، يتمتع الذكور بفرصة أكبر في الحصول على تعليم ثانوي.

## بدايات حياة المرأة السودانية
- بداية تعليم المرأة 1907.
- قبول أول دفعة طالبات بالجامعة 1930.
- أول مغنية سودانية لها فرقة وإسطوانات مسجلة عائشة الفلاتية في العام 1942[10]
- تأسيس أول جمعية نسائية 1943.
- نفيسة المليك في 1946 كانت أصغر فتاة تعمل في التعليم وعمرها لم يتجاوز 14 عاماً. وكانت عضو مؤسس لاتحاد المعلمين وترأسته 1950.
- تأسيس أول نادي نسائي «رابطة الفتيات المثقفات» 1947 .
- 1952 تأسيس أول اتحاد للمرأة في السودان الاتحاد النسائي السوداني.[10]
- تخريج أول طبيبة زوري سركيسيان  ·  خالدة زاهر 1953.
- أول لجنة لصياغة الدستور1953 ضمت السيدة ثريا الدِّردِيري.
- نيل المرأة حق التصويت في الانتخابات 1953.
- إصدار أول صحيفة نسائية "صحيفة حقوق المرأة 1955.
- أول مذيعة سودانية 1956 عفاف صفوت.
- نيل المرأة حق الترشيح في الانتخابات لكل الأجهزة السياسية 1964.
- دخول أول امرأة البرلمان فاطمة أحمد إبراهيم 1965.
- كانت مولانا إحسان محمد فخري أول امرأة في إفريقيا تتولي منصب قضاء، وكذلك أول امرأة تتولى منصب قاضي المحكمة العليا.
- «إقِنِس لوكونو» كانت أول سيدة تحكم ولاية سودانية في 1991.
- 1971 نالت نفيسة أحمد الأمين منصب أول وزيرة سودانية بلا حقيبة وزارية.[11]
- في 1973 نالت فاطمة عبد المحمود منصب وزيرة الشؤون الاجتماعية.
- أول فتاة سودانية في الشهادة الثانوية (السودانية) هي سامية بدوي من كوستي وذلك في 1975.
- في 2006 أنتخبت هالة محمد عبد الحليم لمنصب أول رئيسة حزب سياسي في السودان.
- في 30 ديسمبر 2013 وصلت نور الهدى محمد الشفيع لرتبة فريق شرطة [12] وكانت قد وصلت لرتبة اللواء شرطة في 2002. أما أول امرأة لواء بالجيش السوداني، هي الصيدلانية سعاد الكارب، وتلتها أميرة ديمتري.[13]
- نعمات بلال أول امرأة ترأس وكالة أنباء في العالمين العربي والإفريقي.
- أول امرأة في 2011 تنال منصب نائب رئيس مجلس إدارة نادي الموردة لكرة القدم هي حنان عبد الوهاب.[14]
- أول امرأة تعمل حكم لكرة القدم هي منيرة رمضان في 1975.
- 1924 أول سودانية تقود سيارة (النقية فرح ابوزيد احمد).
- 1945 أول فتاة سودانية دخلت كلية جامعية الدكتورة خالدة زاهر[بحاجة لمصدر]، وتعد كذلك أول طبيبة سودانية

## إحصائيات مئوية
إحصائيات مئوية عن عموم حياة المرأة السودانية في المجتمع المدني والسياسي:
- عدد النساء في البرلمان الحالي 78 نائبة يُمثلن 25% من البرلمان -المجلس الوطني- السوداني.[15]
- عدد الحقائب الوزارية 5 وتشمل وزارات الرعاية الاجتماعية والعمل والشؤون البرلمانية والتعليم والإعلام.
- عدد القاضيات من النساء في الدرجات العليا 89 قاضية.
- عدد وكيلات النيابة والمستشارات في ديوان المدعي العام (284) ويمثلن 40% .
- نسبة ضابطات الشرطة 10%.
- نسبة المرأة في ضباط الصف والجنود 15%.
- نسبة المرأة في مهنة المحاماة 41%.
- نسبة النساء في التعليم 69% .
- نسبة الطالبات في التعليم العالي 67% .
- نسبة المرأة في السلك الدبلوماسي 7% .
- عدد أفرع الاتحاد العام للمرأة السودانية يبلغ 27 ألف فرع.[11]

## معرض صور

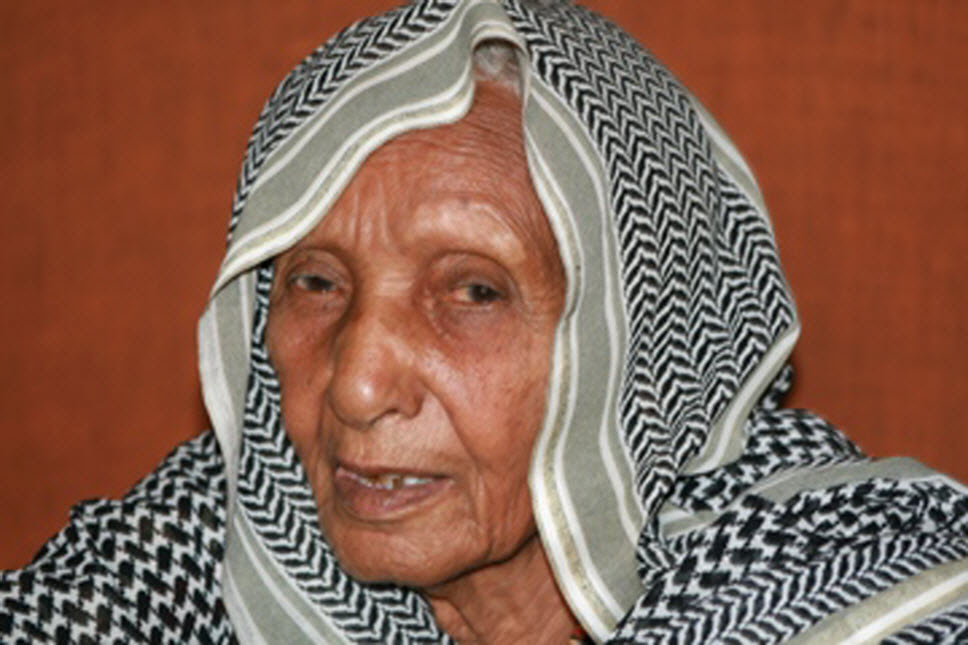
نفيسة المليك أصغر معلمة في تاريخ السودان
تخريج خالدة زاهر وزروى سركسيان 1946
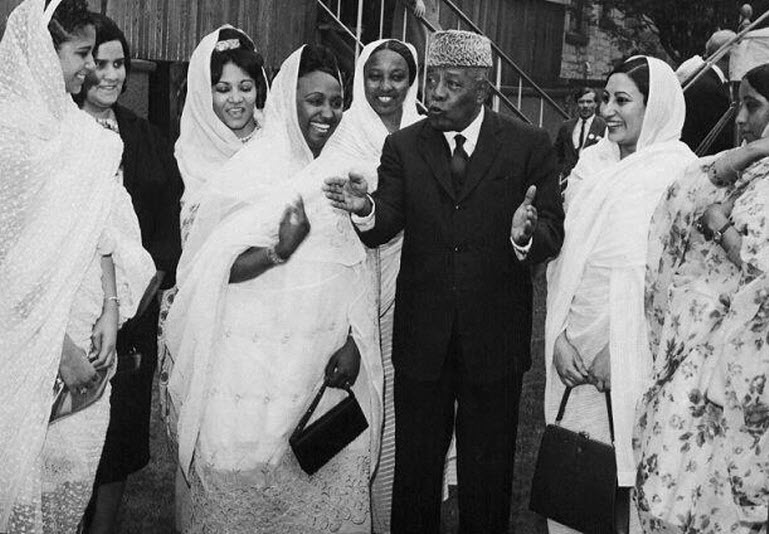
الرئيس إبراهيم عبود يمازح مبتعثات سودانيات بلندن 1964
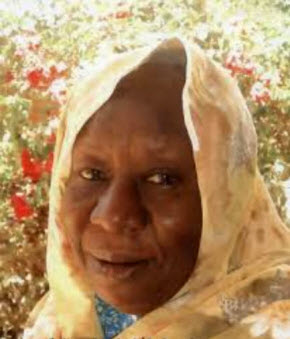
خالدة زاهر أول طبيبة سودانية
فاطمة أحمد إبراهيم أول امرأة سياسية في السودان والشرق الأوسط